# Radhasoami satsang
Radhasoami Satsang es un movimiento espiritual iniciado en India en el siglo XIX por Shiv Dayal Singh y que actualmente tiene varias ramificaciones y más de 3 millones de adeptos, distribuidos en India, Europa y América, principalmente. 
La fe de Radhasoami también es conocida con el nombre generíco de Sant Mat o “camino de los santos”. La filosofía de este movimiento toma elementos del sijismo e hinduismo, principalmente de la  vaisnava. 
Dicha filosofía hace énfasis en la meditación y la necesidad de un Gurú o maestro viviente que inicie al discípulo en el Shabd Yoga y así, lo lleve a la realización de Dios. 
Esta filosofía también critica la obligación de los devotos de hacer donaciones o contribuciones económicas, critica la relevancia de los rituales y niega que sea necesario un clero o clase sacerdotal.

## Introducción
La enseñanza más básica de este sendero espiritual es que todo yace en el interior del ser, así mismo Dios. De esta forma el autoconocimiento o conocimiento del Ser es uno de los principales tópicos de Radhasoami o Sant Mat.
La filosofía de Radhasoami hace especial énfasis en la necesidad de un maestro espiritual para que el discípulo sea iniciado en Surat Shabd Yoga y así pueda avanzar rápidamente a través del camino espiritual. 
La iniciación consiste en que el maestro espiritual o gurú (también llamado Maestro Viviente) da al iniciado un mantra o simram y le da instrucciones en ciertas técnicas de meditación.
Para ser iniciado, también es necesario que el discípulo sea vegetariano y tenga una vida sexual “apropiada”, es decir, que viva en celibato en caso de ser soltero o que se abstenga del adulterio si es casado. Se les pide a los candidatos a iniciarse que primero busquen en otras filosofías antes de ser iniciados en Sant Mat, para fin de que una vez iniciados, ya no tengan inquietudes intelectuales.

## Cosmogonía
Después de tener su "Sunn Samadhi", Dios - llamado por Shiv Dayal Singh "Radhasoami" creó el sonido y manifestó las cuatro regiones superiores. La región superior es la llamada Nirmal Chaytania Desh o en español "la región dinámica de paz". En esta región se alojan también los planetas espirituales más elevados. Estos planetas están saturados por la dicha de Dios. Por su parte, el mal o "Kal" es una manifestación de Radhasoami, Dios. Kal creó las regiones Tercera y Segunda. En esta Tercera Región predomina el espíritu, sin embargo, en la Segunda, predomina la materia. Finalmente, en la Primera Región, también creada por Kal, predomina el espíritu y la materia unidos. En esta región habitamos los seres humanos y solo se puede acceder a las regiones superiores a través de la gracia de un Sant Satguru, según este sistema filosófico.

## Otros conceptos importantes
Para comprender mejor la filosofía y prácticas espirituales de Radhasoami Satsang resulta primordial conocer los siguientes conceptos. Algunos de ellos son importados del Hinduismo y otros provenientes del mismo o del sijismo han sido deliberadamente adaptados. 
- Satguru o Sant Satguru: Es la manifestación del Ser Supremo en la forma humana, encarnado para beneficio de sus discípulos. Él los inicia en la ciencia del Yoga mediante un Nam o Nombre. Al iniciar a sus discípulos, el Guru o Maestro Viviente toma todo el Karma de sus discípulos y los guía para su liberación o salvación.

- Surat o Alma: Surat o el alma es indivisible y comparte muchas de las cualidades del ser supremo. Durante la creación bajó de las regiones superiores y se mezcló con la mente y la materia y se identificó con Maya o la "ilusión". En este estado, se llama "Jiva" o conciencia individual y está sujeta al nacimiento y muerte, dualidad y la ilusión. Es sólo a través de la gracia del Gurú que esta puede liberarse.

- Shabd o Shabad: Es el sonido divino interno y eterno, la primera manifestación del Ser supremo o Radhasoami. Dicho sonido no es diferente a Dios. Este es solo audible al oído del devoto mediante la repetición del Nombre o "Nam" dado al discípulo por el Gurú durante la iniciación.

- Surat Shabd Yoga Es la principal práctica espiritual de los creyentes. La práctica de este tipo de Yoga constituye el principal vehículo para que los devotos se salven, y es preciso que el Guru o Maestro Viviente les de la iniciación y un Nam o nombre para repetirlo durante la meditación yoguíca.

- Bhakti o Devoción: La devoción al Gurú facilita la meditación y por lo tanto, la salvación final.

- Ceremonias y Rituales: La religión de Radhasoami Satsang no tiene mayores rituales ni ceremonias. No aprecian las peregrinaciones, ni la adoración a ídolos, plantas o árboles. Tampoco tienen una escritura sagrada. No toman a los Vedas en cuenta y solo hacen alguna referencia a estos y a otras escrituras.

## Escrituras sagradas
Los adherentes a la fe de Radhasoami no tienen un canon de libros sagrados. Si bien tienen en común el Adi Granth, que comparten con los sijs, Shiv Dayal Singh, su fundador enfatizó que no era necesario reverenciar a ninguna escritura sagrada. Dayal Singh creía que los Vedas eran escrituras que provenían de "La tercer región", y que por lo tanto no tenían carácter de infalibles o supremos y que por su parte, el Adi Granth (También llamado por los Sijs "Guru Granth" o "Adi Granth") no debería ser tomado como un Gurú, tal como los Sijs lo tienen.

## Principales sectas
Existen varias sectas de Radhasoami Satsang o Sant Mat. Las principales son: Radha Soami Satsang Beas, Radha Soami Satsang, Dinod, Kirpal Singh Mission y la Ciencia del Espíritu. Cada una de las sectas tiene su propio linaje de gurúes, aunque todos inician con Shiv Dayal Singh, quien fue el fundador de este movimiento espiritual.

## Linajes

### Radha Soami Satsang Beas
- Shiv Dayal Singh
- Baba Jaimal Singh
- Sawan Singh,
- Sardar Bahadur Jagat Singh
- Huzur Maharaj Charan Singh
- Baba Gurinder Singh Dhillon[4]

### Radha Soami Satsang, Dinod
- Shiv Dayal Singh
- Sant Rai Bahadur Saligram Sahib
- Param Sant Shiv Brat Lal Verman ji
- Ram Singh
- Sant Tarachand
- Sant Kanwar Singh ji